# Спільнодія родів військ

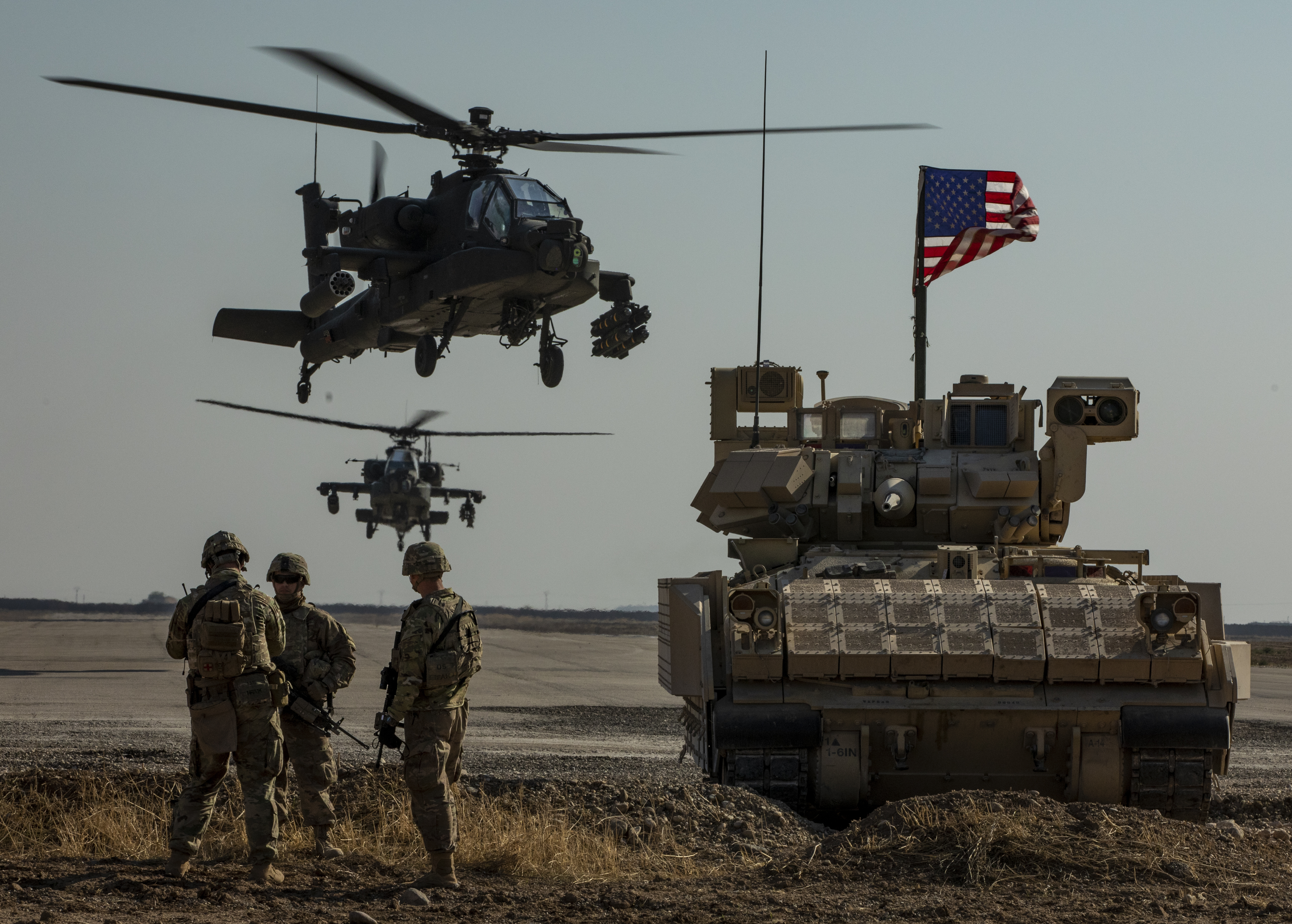
Піхота, бронетехніка та авіаційні підрозділи армії Сполучених Штатів беруть разом участь в операції «Непохитна рішучість» під час громадянської війни в Сирії

Спільнодія родів військ (англ. combined arms) — це підхід до ведення війни, при якому різні роди військ діють спільно задля досягнення ефекту синергії — наприклад, піхота та бронетехніка діють разом у міському середовищі, взаємно доповнюючи та підтримуючи одна одну.

За словами стратега Вільяма С. Лінда, спільнодію родів військ можна відрізнити від поняття «підтримка одного роду військ іншим» наступним чином:
При спільнодії родів військ супротивника вражають два чи більше роди військ одночасно таким чином, що дії, які він повинен зробити, щоб захиститися від одного, роблять його більш вразливим для іншого. На відміну від цього, підтримка одного роду військ іншим — це удари по ворогу двох чи більше родів послідовно, або, якщо одночасно, то в такому поєднанні, що дії, які ворог повинен виконати, щоб захиститися від одного роду військ, також захищають його від інших.
Генерал Джордж Паттон, визнаний майстер тактики спільнодії родів військ, порівнював її з грою симфонічного оркестру:
Кожен окремий підрозділ все ще схильний… бути боксером, що б'є тільки з однієї руки. Я маю на увазі, що стрільці-піхотинці хочуть вести вогонь, танкісти — йти в атаку, артилеристи — стріляти з гармат… Так не перемагають у битвах. Якби оркестр грав твір спочатку на флейті-піколо, потім на валторні, потім на кларнеті, а потім на трубі, то було б до біса багато шуму, але не було б музики. Щоб досягти гармонії в музиці, кожен інструмент має підтримувати інші. Щоб досягти гармонії в бою, кожен вид зброї має підтримувати інші. Командна гра перемагає. Ви, музиканти Марса, не повинні чекати, поки диригент подасть вам сигнал… Ви маєте кожен сам подбати про те, щоб зіграти на цьому концерті в потрібному місці та в потрібний час…
Хоча кожен з підрозділів нижчого рівня може при цьому відноситись до одного роду військ, гармонійна суміш таких підрозділів об'єднується в дієвий підрозділ вищого рівня, чи то формально в структурі організації, чи то неформально як імпровізоване рішення для складної бойової обстави. Наприклад, бронетанкова дивізія, сучасний взірець доктрини спільнодії родів військ, складається з піхотних, танкових, артилерійських, розвідувальних і вертолітних підрозділів, які координуються та керуються єдиною командною структурою.
Крім того, більшість сучасних військових підрозділів можуть, якщо цього вимагає обстава, викликати додаткові роди військ. Наприклад, піхота може звернутися із запитом щодо бомбардування або обстрілу з боку військової авіації або військово-морських сил для посилення наземного наступу або захисту своїх сухопутних сил. Інколи змішування родів військ знижується до рівня, на якому зазвичай переважає однорідність, наприклад, до піхотного батальйону тимчасово додається танкова рота.

## Стародавня війна
Операції зі спільнодією родів військ сягають сивої давнини, коли армії зазвичай виставляли заслон зі стрільців, щоб захистити своїх списоносців під час наближення до лінії зіткнення. Однак, особливо у випадку грецьких гоплітів, військове мислення зосереджувалося майже виключно на важкій піхоті. У більш складних обставах армії різних народів висували різні поєднання легкої, середньої або важкої піхоти, кінноти, колісниць, верблюдів, слонів і артилерії (механічної зброї). У цьому контексті спільнодія родів військ — це те, як найкраще використовувати взаємодійні одиниці, по-різному озброєні вогнепальною зброєю, списами чи метальною зброєю, щоб скоординувати атаку, зірвати плани ворога, а потім знищити його.
Філіп II Македонський значно вдосконалив обмежену тактику спільнодії родів військ грецьких міст-держав і об'єднав новостворену македонську фалангу з важкою кавалерією та іншими силами. Фаланга утримувала лінію противника на місці, допоки важкій кінноті не вдавалося розтрощити та зламати лінію противника, досягнувши місцевої переваги.
До реформ Гая Марія римський легіон складався з п'яти класів військ, що діяли спільно. Легко споряджені веліти діяли як стрільці, озброєні легкими списами. Гастати та принципи становили основну атакувальну силу легіону з мечем і пілумом, тоді як тріарії становили оборонний кістяк легіону, виступаючи як списоносці (спочатку як щільніша грецька фаланга, а пізніше як вільніша стіна списів) з довгими списами та великими щитами. П'ятим класом були вершники (кіннота), які використовувалися для розвідки, переслідування та охорони флангів.
Після реформ Гая Марія легіон умоглядно був загоном важкої піхоти, озброєної лише мечами та пілумами, з невеликою кількістю доданих допоміжних стрільців та метальників, а також невеличким загоном кавалерії. Іноді легіон також входив до підрозділу вищого рівня з декількох родів військ — наприклад, у певний період було прийнято, щоб генерал командував двома легіонами та двома допоміжними, легшими підрозділами подібного розміру, які використовувалися як прикриття або для бою на перетятій місцевості. Пізніше, за часів Римської імперії, допоміжні солдати чисельно переважали основні війська легіонів.
Військо династії Хань також є прикладом спільнодії, де використовувалася піхота ближнього бою (оснащена різноманітною зброєю, починаючи від мечів і пік і закінчуючи зброєю, схожою на алебарду), лучники, арбалетники та кавалерія (від кінних лучників до важких уланів). Одне з записаних у літописі тактичних формувань часів династії Хань включало три ряди алебардників, мечоносців і списоносців, підтримуваних арбалетниками, із кавалерією на флангах.
Відомо, що такі цивілізації, як карфагеняни та сасаніди, також використовували поєднання піхоти з потужною кавалерією.

## Середньовіччя
У середні віки відбувся перехід до краще захищених і добре озброєних сил, що дозволило воєводам використовувати більш спеціалізовані війська, які можна було використовувати для захисту слабкостей інших родів військ. Норманський Вільгельм Завойовник використав принцип спільнодії родів військ, аби так структурувати свою армію, щоб досягти найбільшої дієвості на полі бою. Лучники були залучені до розлагодження строю супротивника, піхота утримувала позиції, тоді як кіннота знаходила слабкі місця в обороні ворога, щоб прорватися через вишикувані порядки. Стрільці не мали менше захисту, аніж піхота, а піхота не мала здатності до розлагодження строю супротивника через суворий стройовий порядок піхоти, який був необхідний для її захисту. У той час як кіннота високо цінувалася за її ударний ефект під час атаки та могла зруйнувати стрій ворога, її можливості різко зменшувалися після зіткнення, і тоді менш цінна піхота була більш стійкою та витратною. А піхота була важчою та більш вразливою до кавалерії та лучників, і якщо піхота не була належним чином захищена вогнем лучників або кавалерійським маневром флангового захисту, вона зазнавала значних втрат. Попри це, Вільгельм під час свого вторгнення в Англію вельми успішно використав цю тактику.
У битві при Гастінгсі (1066) Вільгельм проводив децентралізоване командування, яке було необхідне для координації спільнодії родів військ. Його суперник Гарольд Годвінсон проводив сувору оборону на сприятливій місцевості та вийшов сам зі своїми військами в безпосереднє зіткнення, щоб покращити моральний дух англійців. Вільгельм мудро вийшов із безпосереднього зіткнення та скеровував свої сили з сильнішої командної позиції, щоб синхронізувати свої сили та скористатися обмеженою різноманітністю тих військ, які Гарольд вивів на поле бою. Зазнавши невдачі у своїй першій атаці, Вільгельм зміг завдяки цьому видозмінити свої дії. Оскільки англійська піхота воювала під захистом стіни з щитів, Вільгельм систематично наказував певним підрозділам відступати та дозволяти англійським частинам їх переслідувати. Одна з тактик, використаних норманами, полягала в тому, щоб спокусити англійців залишити стіну щитів, аби атакувати норманську піхоту, що відступала, — а потім знищити беззахисних англійців кавалерією.
Як пояснює історик Макс Брукс у книзі «Стратегії завдає удару у відповідь», «виявлення та використання асиметрії є суттю стратегії; війна — це продовження політики не за допомогою обраних ворогом засобів, а за допомогою засобів, які, швидше за все, завдадуть йому шкоди». Вільгельм виявив слабкість, використав її можливості та завдяки гнучкості своєї армії переміг Гарольда і продовжив своє завоювання Англії. Сили Вільгельма та їхня здатність змінювати тактику під час самої битви показали, як наявність різноманітних можливостей військ збільшила гнучкість його сил.
Подібним чином шотландські шикування у шилтрони, які були винайдені для протидії нападам англійської важкої кавалерії та успішно використовувалися проти англійської кавалерії в битві на Стерлінзькому мості (1297), були знищені в битві під Фолкерком (1298) англійськими лучниками, які діяли узгоджено з кінними лицарями. І битва при Гастінгсі, і битва під Фолкерком показали, як спільнодія родів військ може бути використана для перемоги над ворогами, які покладаються лише на один рід військ.
Англійські перемоги при Кресі, Пуатьє та під Азенкуром були прикладами простого різновиду спільнодії родів військ, де лицарі, що спішились, захищали ряди англійських лучників. Легко захищені стрільці з довгого лука могли вбити своїх французьких супротивників на відстані, тоді як лицарі в броні могли впоратися з будь-якими французами, які діставалися до англійських ліній. У цьому сутність спільнодії родів військ: в поєднанні сил досягти того, що неможливо було б зробити самотужки складовим частинам.
У середні віки військові сили використовували спільнодію родів військ як спосіб перемагати в битвах і досягати довгострокових цілей воєводи чи короля. Найпростішим прикладом є поєднання різних фахів, таких як лучники, піхота, кіннота (лицарі або штурмові вершники) і навіть селянське ополчення. Часом кожна сила воювала сама по собі й перемагала або програвала залежно від військової компетентності противника. Протягом середньовіччя воєводи використовували поєднання цих кваліфікованих і некваліфікованих сил, щоб вигравати битви. Армія, яка мала в наявності багато навичок, могла вступити в бій з більшою силою, яка складалася переважно з одного або двох родів військ.
Кожен тип військового формування — піхота, лучники, кіннота чи селяни — має певні переваги, яких не має інший. Піхота допомагає військам утримувати позиції, а в разі переваги сил противника відступити на таку місцевість, де кінні війська не можуть так само легко маневрувати, таким чином зводячи нанівець перевагу кінноти. Лучники тримають супротивника на відстані своїми луками або арбалетами. Кавалерія може швидше маневрувати та швидко атакувати, перш ніж ворог встигне підготувати захист. Селян більше і вони дешевше обходяться королівській скарбниці. У довгостроковій перспективі військовики можуть проходити перенавчання та освоювати навички інших фахів задля підвищення боєздатності. В наш час це зветься «примножувач бойового потенціалу». Поєднання різних навичок допомагає командиру забезпечити гнучкість і звести до мінімуму ризик, коли справа доходить до бойових дій. Розглянемо це на прикладах деяких середньовічних битв.

### Приклади застосування спільнодії родів військ у битвах
Дієве застосування спільнодії родів військ може — у поєднанні зі стратегічним та тактичним мисленням — розтрощити сили противника, навіть якщо вони чисельно більші. Використання рельєфу місцевості та погоди також може допомогти в застосуванні спільнодії родів військ для досягнення бажаних командувачем результатів.
Кресі-ан-Понтьє
У середині 1346 року в битві при Кресі-ан-Понтьє англійська армія чисельністю від 3000 до 20 000 змішаного війська встановила оборонну лінію проти наступальних французьких сил чисельністю в майже 100 тис. змішаного війська. Англійці, які займали оборонні позиції, спішили лицарів, щоб доповнити сили піхоти на лініях оборони. Розташування англійських лучників незрозуміло по джерелах — вони були чи то на флангах, упереміш із лінійними військами, чи то за лініями. Але найімовірніше вони були вишикувані на флангах, відповідно до їх позицій у попередніх боях. Французи прибули на поле бою і послали своїх арбалетників попереду кавалерії, щоб атакувати англійські лінії. Дієвість арбалетників була обмежена дощем, який намочив тятиви арбалетів, зменшивши їх силу. Англійські лучники змогли зберегти тятиви своїх луків сухими та використали їх лише тоді, коли арбалетники були достатньо близько. Це призвело до різанини арбалетників і відступу вцілілих, які потім були розтоптані наступальною французькою кавалерією. Це додатково порушило і без того сумбурне просування кавалерії після тривалого маршу до поля бою. Розрізнений наступ французьких військ зрештою призвів до перемоги англійців.
Битва під Моргартеном
У 1315 році швейцарські селяни, лучники та піхота змогли влаштувати під Моргартеном засідку на більшу австрійську армію. Швейцарці повстали проти австрійського правління та спрямували австрійські війська до легко захищуваних проходів у швейцарських горах. Селяни та лучники на височині дощем кидали стріли та каміння, успішно розладжуючи австрійські війська, а напад швейцарської піхоти змусив австрійський авангард відступити до основної частини військ, що спричинило ще більше сум'яття, а також загальний відступ австрійської армії.
Битва при Обероші
У 1345 році англійська армія чисельністю близько 1200 осіб рухалася через околиці Периге у Гасконі. Французька армія наздогнала їх біля села Оберош, але не знала, що англійці сховалися в лісі поблизу місця, де французи розташувалися табором після прибуття. Під час вечірньої трапези французи були зненацька атаковані під прикриттям англійських лучників. Розладжені французькі сили були розбиті, і їм не залишилося іншого вибору, як відійти.

## 15-19 століття
Зазвичай саванна кавалерія Західної Африки використовувала спільнодію родів військ, майже завжди діючи з підтримкою піхоти.
Французька армія королів Валуа, що складалася з жандармів у важкій броні (професійних подоб середньовічного лицаря), швейцарських найманців та ландскнехтів-пікінерів і важких гармат, сформувалася під час переходу від середньовічного способу ведення війни до раннього Нового часу.
Наприкінці XV століття в Європі почали розвиватися об'єднані формування пікінерів та стрільців, починаючи з колонел іспанського генерала Гонсало Фернандеса де Кордоби, які переросли в терції Габсбурзької Іспанії та Цісарської Армади Священної Римської імперії протягом XVI століття.
У Японії в битві при Наґасіно (長篠の戦い) у 1575 році війська роду Ода успішно застосували спільнодію родів військ проти роду Такеда, який значною мірою покладався на кавалерію. Армія Ода спорудила палісад, щоб захистити своїх аркебузирів асигару, які розстрілювали кінноту Такеда, а їхні озброєні списами самураї вбивали всіх ворогів, яким вдавалося наблизитися на відстань ближнього бою.
У XVII столітті спостерігалося все більше використання спільнодії родів військ на нижчому (полковому) рівні. Прихильником цієї ідеї був король Швеції Густав Адольф. Задля вогневої підтримки він прикріпив до кавалерійських підрозділів групи «командированих мушкетерів» і виставив на поле бою легкі 3-фунтові гармати, щоб забезпечити піхотні підрозділи штатною артилерією.
У вісімнадцятому столітті була відроджена концепція легіону. Легіони тепер складалися з мушкетерів, легкої піхоти, драгунів і артилерії в об'єднанні розміром з бригаду. Ці легіони часто поєднували професійних військових з ополченням. Мабуть, найпомітнішим прикладом є використання легкої кінноти, легкої піхоти та легкої кінної артилерії в передових загонах Великої армії Франції під час Наполеонівських війн.

### Наполеонівські війни
Після 25 років майже безперервної війни, армії, які зустрілися в битві під Ватерлоо⁣, були побудовані подібним чином — у вигляді корпусів, які складалися з піхоти, кавалерії та артилерії, і використовували схожу тактику спільнодії родів військ. У складі кожного корпусу були дивізії піхоти або кавалерії, що складалися з кількох бригад і артилерійської частини. Армія, як правило, також мала резерви всіх трьох родів військ під безпосереднім командуванням командувача армією, які могли бути відправлені на підтримку будь-якого корпусу або дивізії корпусу для посилення будь-якого виду військ, який генерал армії вважав потрібним. Велика французька кавалерійська атака під командуванням маршала Нея під час битви не змогла розбити піхотні блоки Веллінгтона, і неспроможність Нея доповнити свою кавалерію достатньою кількістю кінної артилерії, аби розбити ці блоки, зазвичай вважається головним фактором невдачі. Це приклад того, чому генералам доводилося використовувати спільнодію родів військ, щоб подолати тактичний захід ворога та зірвати наступ одного роду військ.
І навпаки, 27-й піший полк (з Інніскіллінгу) втратив 478 людей від початкової чисельності у 750 осіб через те, що вони були не захищені від спільного нападу двох французьких родів військ. Вони були розташовані поблизу центру лінії Веллінгтона, але на відміну від більшості решти піхоти Веллінгтона, розташовувались на схилі відкритого боку ескарпу Мон-Сен-Жан. Оскільки вони були незахищені, вони були змушені стояти суцільним блоком більшу частину дня через острах атаки кавалерії, і тому стали легкою мішенню для масованого обстрілу артилерії Наполеона.

## Події 20 століття

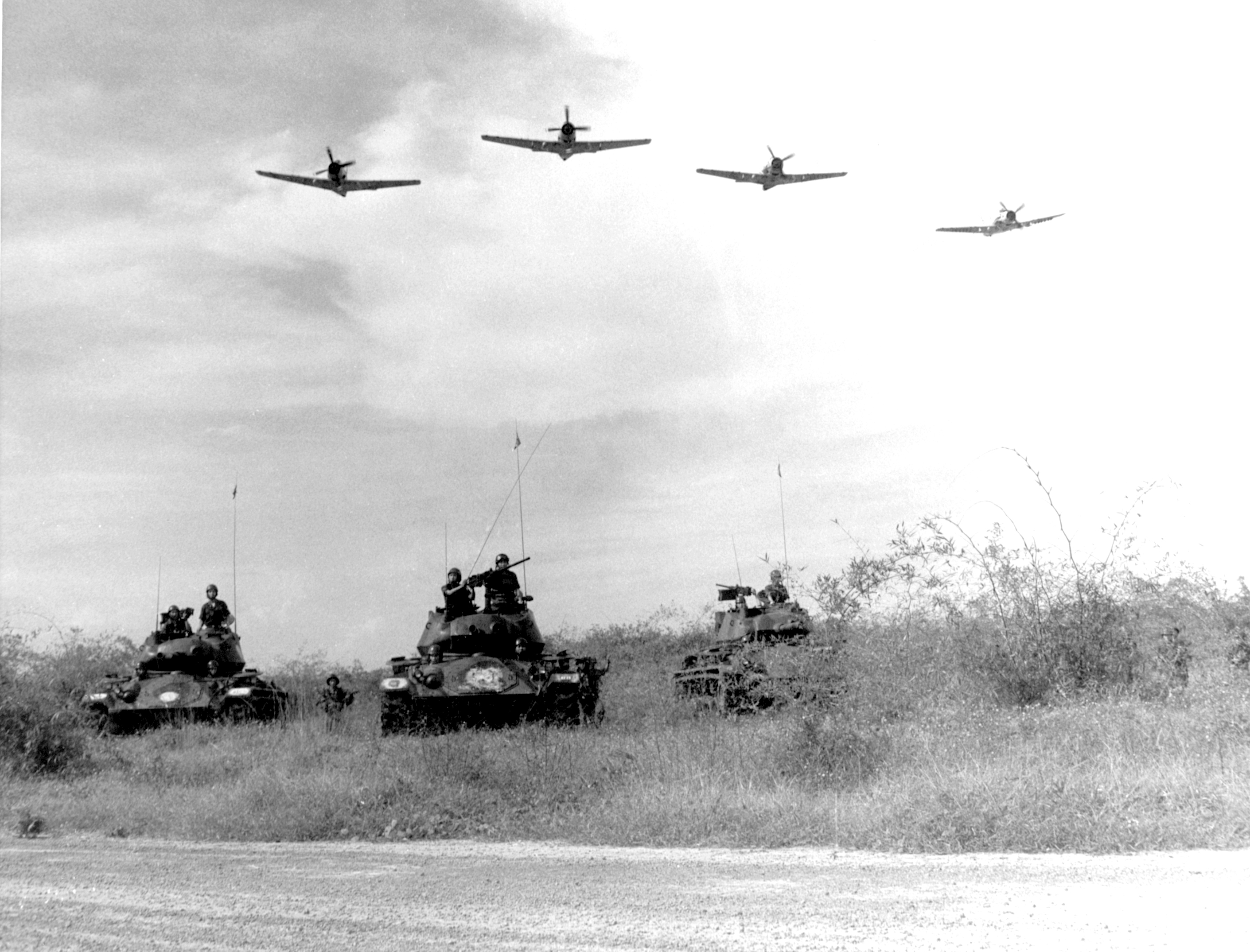
Американська авіація, піхота та бронетехніка працюють разом під час війни у В'єтнамі

### Перша світова війна
Розвиток сучасної тактики спільнодії родів військ почався в Першу світову війну. У Першу світову війну з'явилися такі революційні технології, як кулемет, танк і літак. Військова зброя ставала все більш смертоносною, тоді як люди залишалися такими ж вразливими. На Західному фронті бойові дії швидко перетворилися на окопну війну. Генерали обох сторін застосовували традиційне військове мислення до нової зброї та обстав, з якими вони стикалися. На цих ранніх етапах тактика зазвичай полягала в обстрілах важкою артилерією з наступними масованими фронтальними атаками на добре закріплених ворогів. Ця тактика була здебільшого невдалою та призводила до значних людських втрат.
По ходу війни була розроблена нова тактика спільнодії родів військ, яку тоді часто описували як «загальновійськовий бій». До неї входили пряма вогнева артилерійська підтримка атакувальних солдатів (крокувальний загороджувальний вогонь), підтримка з повітря та взаємна підтримка танків і піхоти. Одним із перших випадків застосування спільнодії родів військ була битва біля Камбре, у якій британці використовували танки, артилерію, піхоту, стрілецьку зброю та авіацію для прориву ворожих ліній. Раніше така битва тривала б місяцями з багатьма сотнями тисяч втрат.
Генерал Джон Монаш застосував спільнодію родів військ у битві при Ам'єні, де крокувальний загороджувальний вогонь прикривав наступ союзницьких солдатів, щоб вони лише один раз показалися з окопів. Подібно до вищезгаданої битви при Наґасіно, захист піхоти був критично важливим, оскільки вона була єдиною силою, здатною утримати позиції та забезпечити подальші перемоги. Вогневе прикриття також давало молодшим офіцерам час оцінити та вирішити, як вони захистять свої ділянки, не боячись, що їх покосять кулемети. Через плинність воєнних дій, вимога утримувати командувачів на відстані від безпосереднього зіткнення, як під час вищезгаданої битви при Гастінгсі, тепер була висунута як невіддільна частина спільнодії родів військ.
Координація та планування були ключовими елементами, а використання тактики спільнодії родів військ у Стоденному наступі 1918 року дозволило союзним силам використати прориви у ворожих окопах, змусивши Центральні держави капітулювати.

### Друга світова війна
У Другій світовій війні спільнодія родів військ була засадничою частиною деяких оперативних доктрин, таких як «Бліцкриг» Гайнца Гудеріана чи радянська доктрина глибокої операції, яка засновувалася на об'єднанні танків, мобільних підрозділів (мотопіхоти або кінноти) і піхоти, за підтримки артилерії.

### Роки холодної війни

#### Війна у В'єтнамі
У 1963 році Корпус морської піхоти Сполучених Штатів офіційно затвердив концепцію морської повітряно-земної оперативної групи, яка об'єднувала морську авіацію та наземні підрозділи морської піхоти для виконання експедиційних бойових завдань.
Війна у В'єтнамі мала глибокий вплив на розвиток доктрини спільнодії родів військ армії США. Через дуже складний рельєф місцевості, який перешкоджав доступу до утримуваних ворогом районів дій, війська часто розгорталися десантно. З цієї причини американські війська у В'єтнамі брали участь у бойових діях у шість разів частіше, ніж у попередніх війнах, бо менше часу витрачалося на логістичні затримки. Завдяки доставлянню вертольотами боєприпасів, продовольства та пального, дієвість піхотного підрозділу зросла в чотири рази. Згодом армія США у В'єтнамі також навчилася поєднувати операції вертольотів і повітряного десанту з бронетанковими й артилерійськими підрозділами, що діяли з баз вогневої підтримки, а також військово-морським флотом США та підрозділами ближньої повітряної підтримки ВПС США, які їх підтримують.

#### Війна Судного дня
Поразка сирійських і єгипетських військ під час війни Судного дня була зумовлена не їхньою недостатньою чисельністю або відсутністю зброї та військової техніки — ЦАГАЛ поступався нападникам за всіма цими показниками, а на початку вторгнення переважання сирійців і єгиптян було критичним. Поразка арабів стала результатом їхньої нездатності пристосовувати свою тактику до мінливих умов бойових дій. Як тільки ефект несподіванки зник, чисельна перевага противника була нівельована мобілізацією ізраїльських резервістів, а початковий план і сценарій операцій почав давати збої, оскільки сирійці, а незабаром і єгиптяни, втратили стратегічну ініціативу і були змушені реагувати на дії Армії оборони Ізраїлю.
З самого початку це було очевидно на Голанських висотах, де сирійські наступальні плани повністю провалилися протягом перших двох днів вторгнення. Після 14 жовтня 1973 року ситуація на Синайському півострові також змінилася на користь ізраїльських збройних сил. Консервативні сирійські та єгипетські війська, прив'язані до початкового плану, не проявляли ініціативи на низовому рівні та були критично залежні від наказів вищого командування, які через відсутність стійкого зв'язку в режимі реального часу надходили зі значним запізненням. Як наслідок, командири середньої та передової ланки недостатньо дієво пристосовувалися до мінливих умов на полі бою, а їхні дії були рутинними та передбачуваними. Взаємодія між підрозділами різних родів військ була слабкою.
На відміну від них, Армія оборони Ізраїлю з самого початку продемонструвала високу тактичну адаптивність і гнучкість. Вдавшись до маневрової оборони з успішними контратаками на першому етапі війни, ізраїльські збройні сили перехопили стратегічну ініціативу і перейшли до наступальних дій. До того ж ізраїльські збройні сили вели наступ, відмовившись від класичної опори на танкові прориви та підтримку з повітря і комбінуючи різні тактичні прийоми. Вирішальне значення мали дії невеликих піхотних підрозділів, які знищували засоби ППО і протитанкові батареї противника, після чого в бій могли вступити танкові частини та авіація.
На цьому тлі матеріальні чинники, зокрема постачання сирійських і єгипетських військ з боку СРСР та ізраїльських військ з боку США, були важливими, але не вирішальними. Найважливішими факторами перемоги стали здатність ЦАГАЛу швидко пристосовуватися до бойових умов, ініціативність вищого і середнього командного складу, злагодженість дій і гарна спільнодія родів військ.

#### Війна в Перській затоці
Повітряно-наземна операція була загальним поняттєвим обрамленням, яке лягло в основу європейської бойової доктрини армії США з 1982 року до кінця 1990-х років. Повітряно-наземна операція підкреслює тісне узгодження дій між сухопутними військами, які діють як агресивно маневровий захист, і повітряними силами, які атакують сили тилу, що живлять сили противника на передовій лінії.
У війні в Перській затоці 1991 року генерал Шварцкопф використав комбінацію ударів літаків, включаючи килимове бомбардування та точне бомбардування в поєднанні з великою кількістю ударів ударними вертольотами. Під час наземної фази штурму танки та інші бойові броньовані машини за підтримки штурмової авіації завдали удару по решті сил. Лінія фронту просувалася вперед на 40—50 км/год на верхній межі можливостей гусеничної техніки армії.

### Після холодної війни (1992— дотепер)

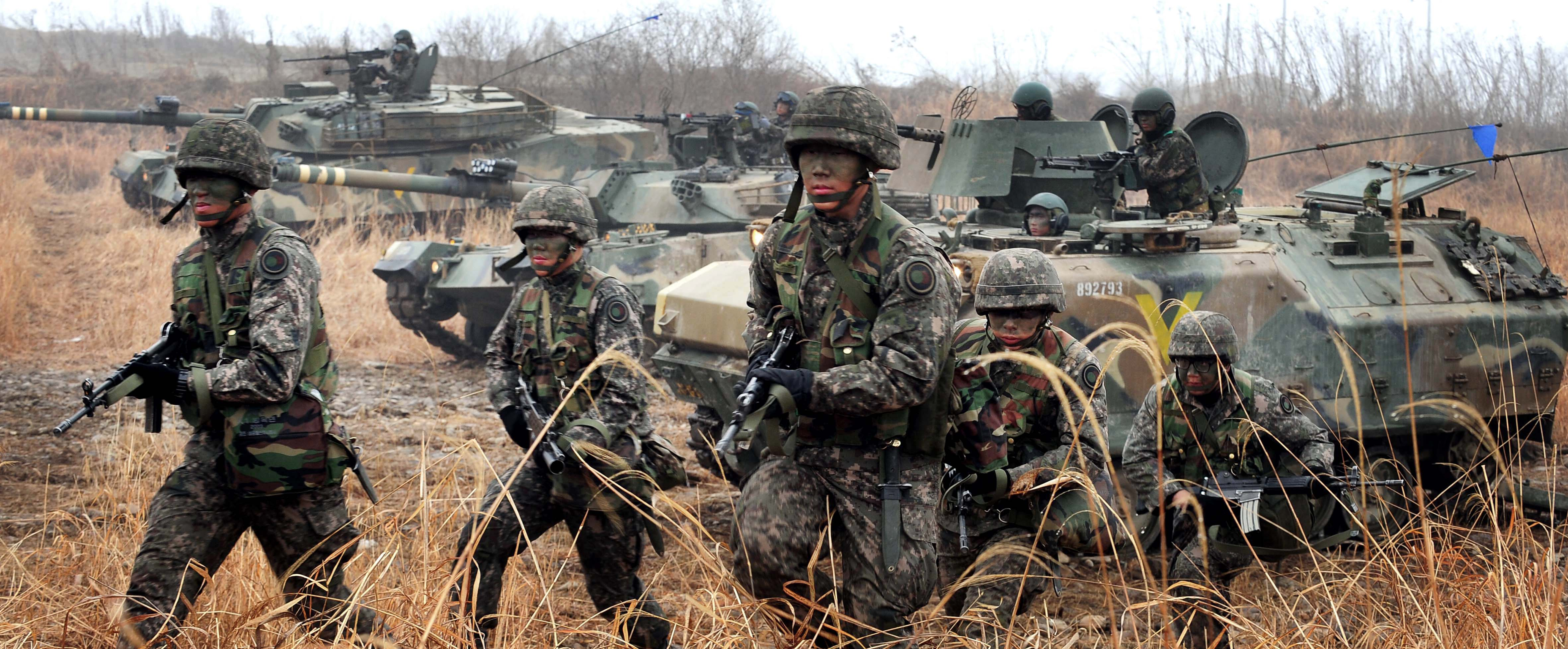
Південнокорейська бойова техніка та піхота в провінції Кьонгі

У 2000 році армія США почала розробку нового ряду доктрин, спрямованих на використання інформаційної переваги для ведення війни. Для цього мали вирішальне значення шість видів устаткування: AWACS (для раннього повітряного попередження та управління), JSTARS (для повітряного та наземного спостереження), GPS, VHF SINCGARS (для наземного та повітряного зв'язку) та міцні комп'ютери. Цю сукупність доповнюють супутникові фотографії та пасивне приймання радіовипромінювання противника, передові спостерігачі з цифровим цілевказуванням, спеціалізовані літаки-розвідники, протиартилерійські радари та програмне забезпечення для наведення гармат артилерії.
Ґрунтуючись на цій доктрині, чисельні американські наземні транспортні засоби пересувалися ландшафтом поодинці. Якщо вони зустрічали зосередження ворожих військ або транспортних засобів, вони займали оборонну позицію, вели якнайсильніший прикривальний вогонь, і вказували цілі для запитаних засобів авіації та артилерії. Протягом кількох хвилин боєготові літаки направлялися на прикриття цього наземного транспортного засобу. Протягом пів години важкі штурмові сили зосереджувалися, щоб надати допомогу виокремленій машині. За півтори години цій машині поповнювали запаси.